# HD 59311
HD 59311，又名BD-01 1738，SAO 134740、HR 2865，是一颗恒星，视星等为5.59，位于銀經218.99，銀緯7.54，其B1900.0坐标为赤經7h 24m 15.3s，赤緯-1° 7.54′ 57″。